# Reykholt (Borgarfjörður)
Reykholt ('rookheuvel') is een plaats in het westen van IJsland gelegen in de vallei Reykholtsdalur vlak bij de rivier Hvítá. Hier woonde de bekende IJslandse schrijver en politicus Snorri Sturluson die hier ook werd vermoord. Zijn boerderij, die met een tunnel is verbonden met een warme bron waar Snorri in baadde, Snorralaug, is toegankelijk voor het publiek. Reykholt, dat een belangrijke rol heeft gespeeld in de IJslandse geschiedenis en dat ten tijde van Snorri Sturluson uitgroeide tot een van de intellectuele centra van het land, heeft tegenwoordig 60 inwoners. Er is een permanente expositie over, en een bibliotheek met de werken van Snorri Sturluson.

Museum (links) over Snorri Sturluson en kerkje (rechts) van Reykholt.
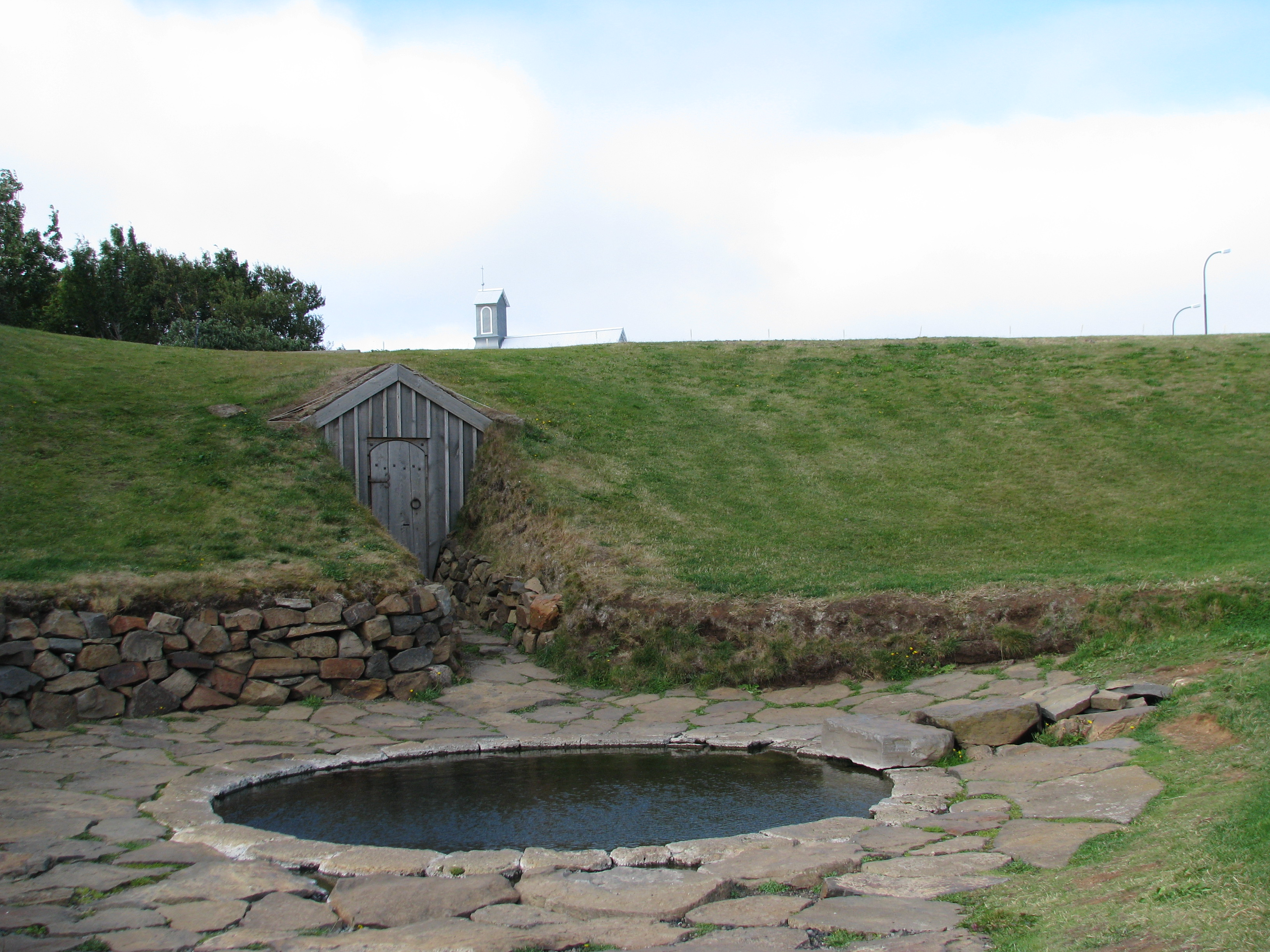
Snorralaug.

## Omgeving
Niet zo ver van Reykholt kan men de Hraunfossar en Barnafoss watervallen gaan bewonderen. Van hieruit is het mogelijk om naar de Surtshellir, Stefánshellir en Íshellir grotten te wandelen die in het Hallmundarhraun lavaveld gelegen zijn.
Reykholt ligt in een geothermisch actief gebied, overal kun je stoompluimen vanuit de grond zien opstijgen. In dit gebied zijn ook meerdere kassen waar groenten en fruit wordt verbouwd. In de richting van Borgarnes kom je langs de grootste hete bron van IJsland: de Deildartunguhver die 180 liter kokend water per seconde levert. Ook Vellir, een voormalige geiser in een riviertje, ligt vlak bij Reykholt.
IJsland kent nog een ander plaatsje dat Reykholt heet. Ook dat ligt in een geothermaal actief gebied, maar dan in het Árnessýsla district, Zuid-IJsland. De geiser Reykholtshver spuit regelmatig om de 10 minuten zijn water omhoog, maar is ten behoeve van de warmwatervoorziening afgedopt en is derhalve niet zichtbaar.